# Pseudopogonogaster muscosa
Pseudopogonogaster muscosa är en bönsyrseart som beskrevs av Salaza och Julian 2000. Pseudopogonogaster muscosa ingår i släktet Pseudopogonogaster och familjen Thespidae. Inga underarter finns listade i Catalogue of Life.